# تاتسوزو إيشيكاوا
تاتسوزو إيشيكاوا (باليابانية: 石川達三)‏ (2 يوليو 1905 في يوكوته، أكيتا - 31 يناير 1985 ) روائي، وكاتب من اليابان.

## الجوائز
- جائزة أكوتاغاوا[3]
- جائزة  كيكوتشي كان  [لغات أخرى]‏